# 上道站 (韩国)
上道站（：／ Sangdo yeok */?）是首爾地鐵7號線沿線的一座地下車站，位於韓國首爾特別市銅雀區上道1洞。

## 車站構造
站體為2面2線側式月台的地下車站，候車月台設有月台幕門，並有5處出口。

### 月台配置
| 崇實大學 ↑ |
| \| 上      |
| ↓ 長丞拜基 |

| 月台 | 路線           | 目的地                                         |
| ---- | -------------- | ---------------------------------------------- |
| 上行 | ●首爾地鐵7號線 | 高速巴士客運站、四佳亭、孔陵、長岩方向         |
| 下行 | ●首爾地鐵7號線 | 大林、加山數碼園區、新中洞、富平區廳、石南方向 |

## 歷史
- 2000年8月1日：落成啟用。

## 車站周邊
- 首爾三星聾啞特殊學校（朝鲜语：서울삼성학교）
- Sorisaem福祉館
- 銅雀文化中心
- 上道治安中心
- 上道隧道
- 上道綜合社會福祉館
- 上道洞教堂
- 軟棗獼猴桃飯店
- 韩亚银行
- 首爾江南初等學校
- 中央大學
- 中央大學附設醫院（朝鲜语：중앙대학교병원）
- 鶴山文化社
- 黑石站

## 圖片

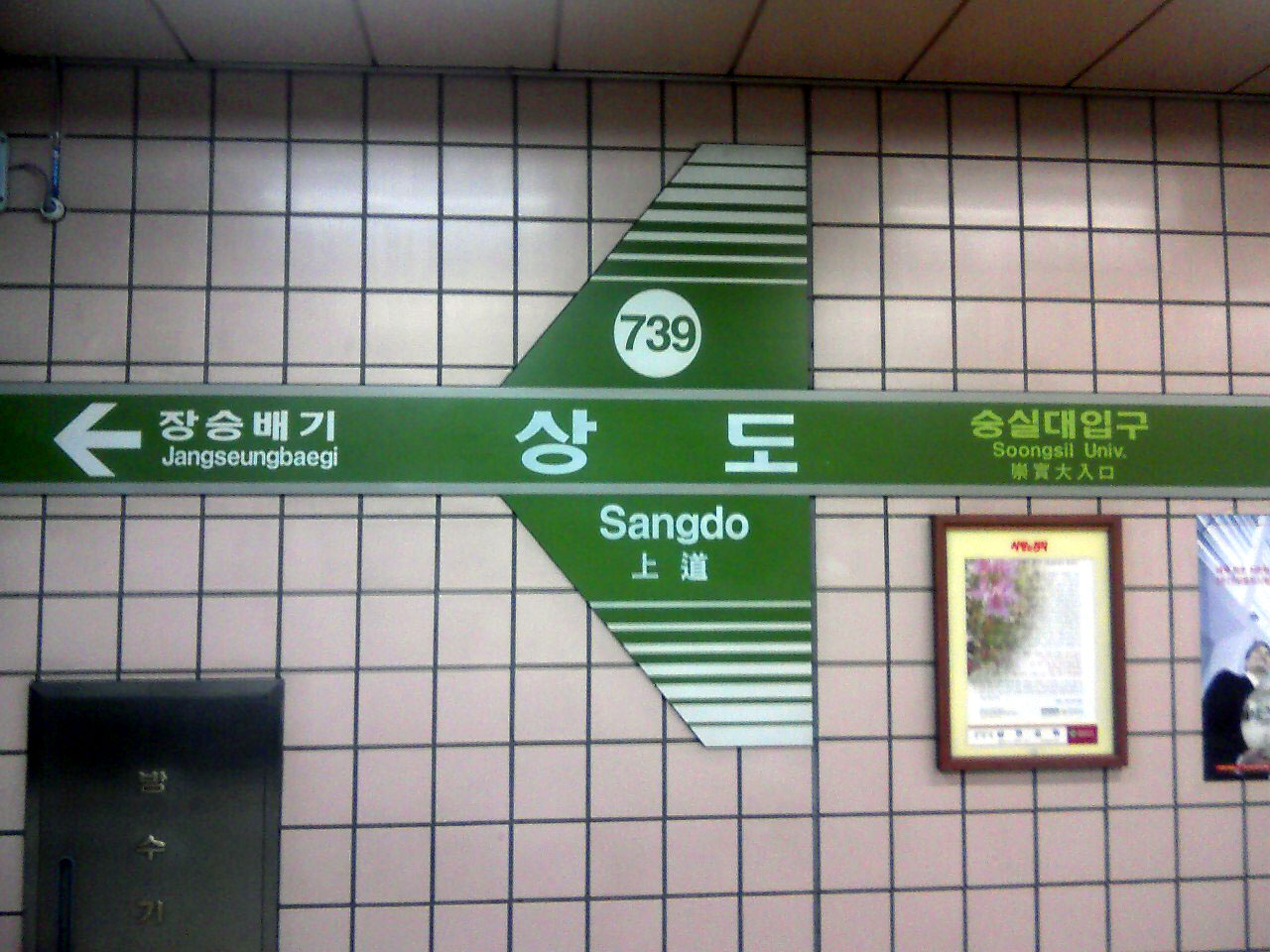
站名牌（舊式）
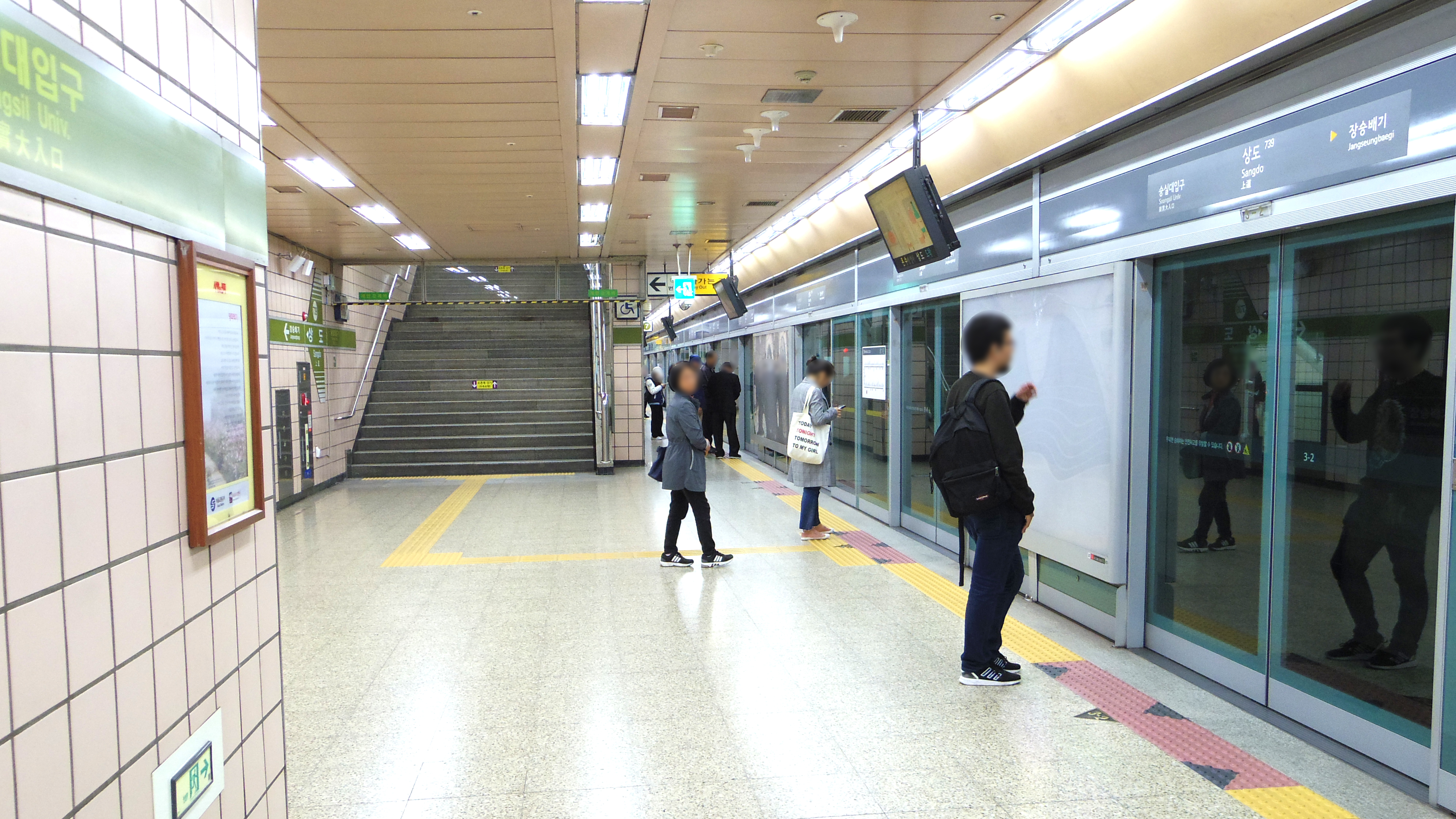
候車月台
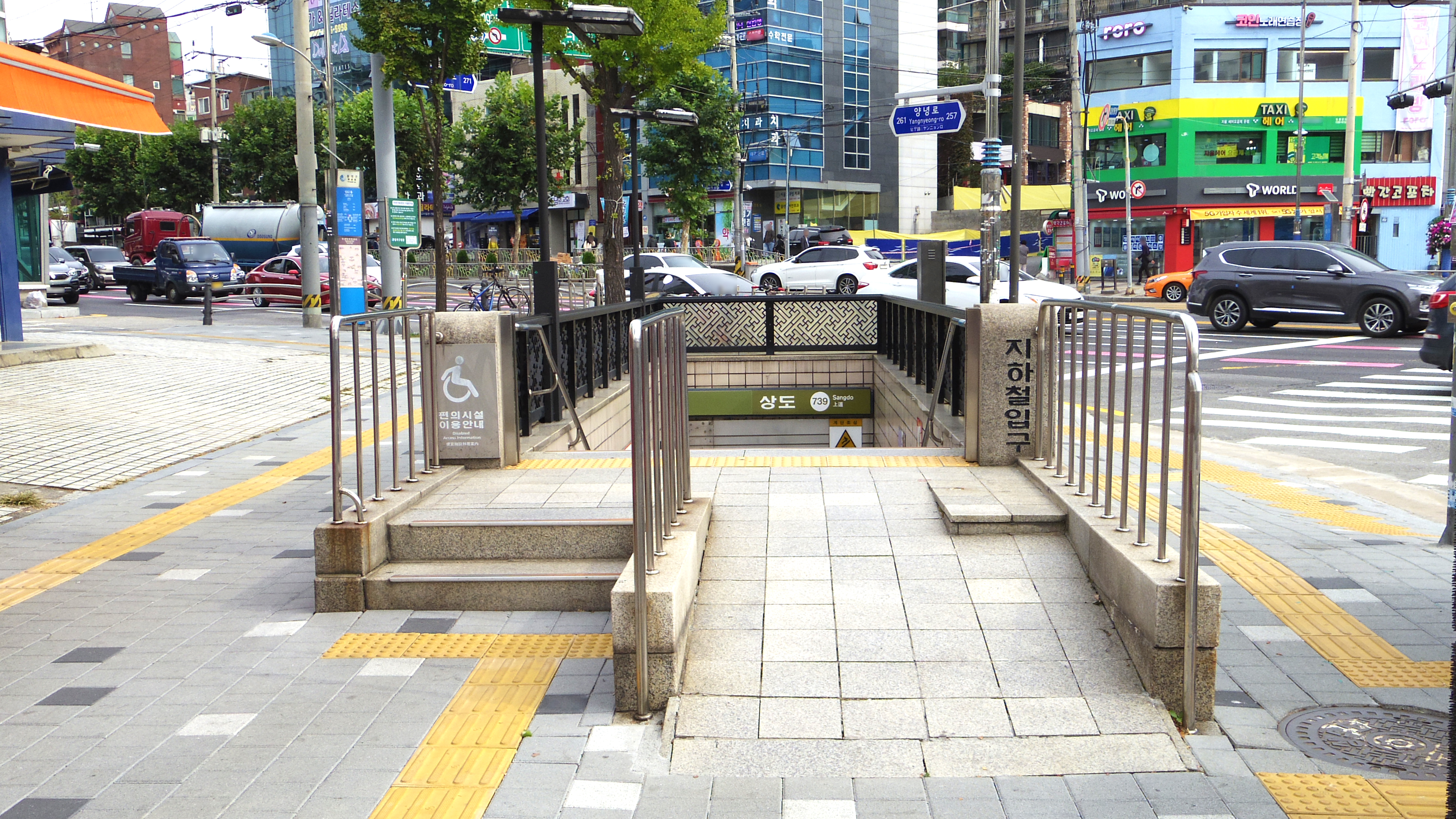
3號出口
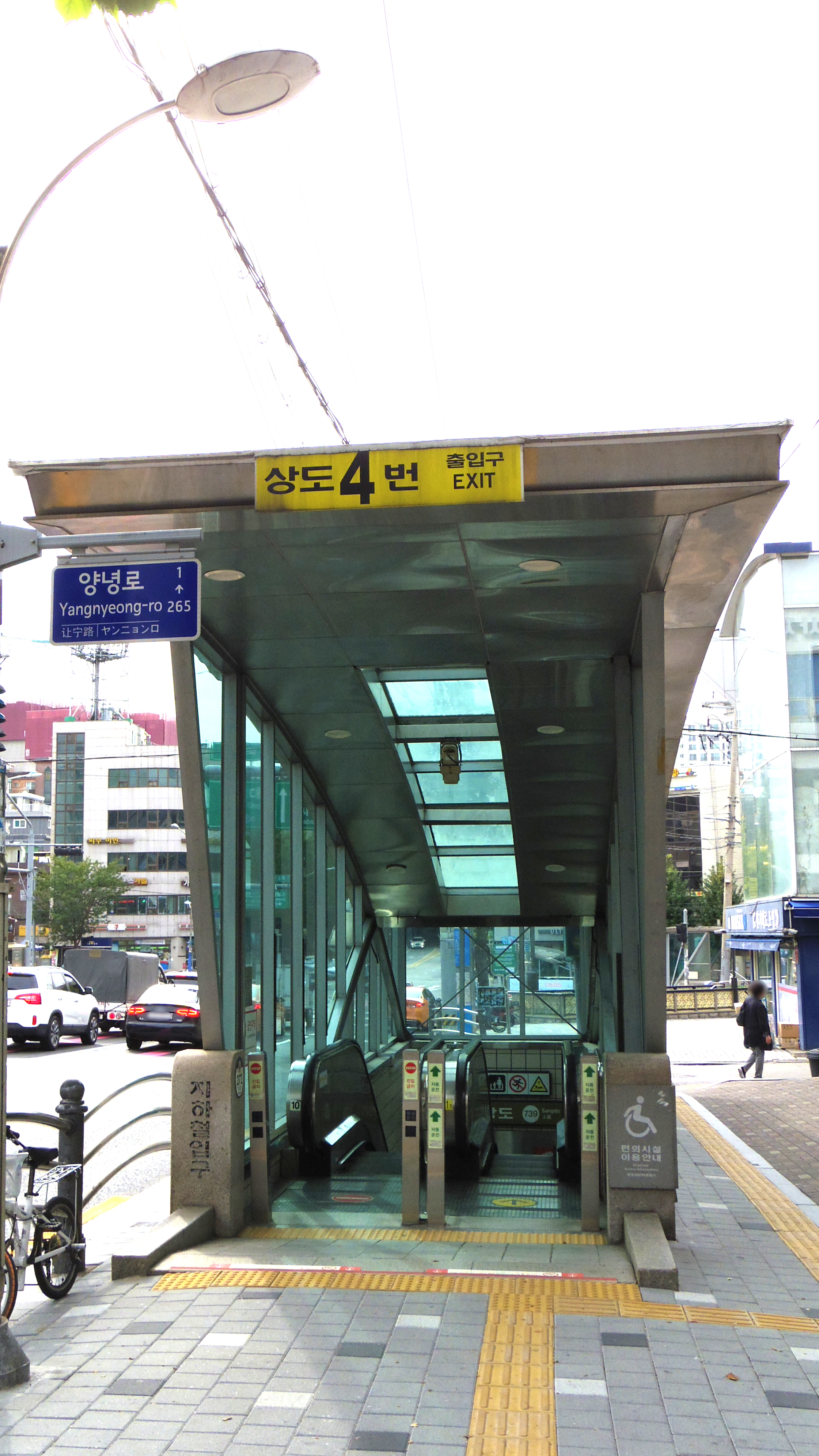
4號出口

## 相鄰車站
首爾交通公社
●首爾地鐵7號線
崇實大學（738）－上道（739）－長丞拜基（740）